# گورستان هلوج
گورستان هلوج مربوط به دوره تاریخی است و در شهرستان ایوان، بخش مرکزی، شهر زرنه، جنب پاسگاه انتظامی زرنه واقع شده است. این اثر در تاریخ ۳۰ دی ۱۳۸۵ با شمارهٔ ثبت ۱۶۹۶۵ به عنوان یکی از آثار ملی ایران به ثبت رسیده است.